# Stigmella rudis
Stigmella rudis là một loài bướm đêm thuộc họ Nepticulidae. Nó được miêu tả bởi Puplesis và Robinson năm 2000, và được tìm thấy ở Argentina.